# Incheon Grand Park (métro d'Incheon)
Incheon Grand Park  (hangeul : 인천대공원 ; hanja : 仁川大公園) est une station de passage de la Ligne 2 du métro d'Incheon. Elle est située au 3677 Suin-ro, quartier Mansu-dong, dans l'arrondissement Namdong-gu de la ville d'Incheon, à l'ouest de Séoul, en Corée du Sud.
Ouverte en 2016, la station est desservie par les rames qui circulent sur la ligne 2 du métro d'Incheon qui fait partie du régime tarifaire du réseau du métro de Séoul.

## Situation sur le réseau

Plan du réseau (2023)

La station établie en aérien, Incheon Grand Park est une station de passage de la Ligne 2 du métro d'Incheon : elle est située entre, la station Namdong-gu Office, en direction du terminus nord Geomdan Oryu, et la station terminus sud-est Unyeon.

## Histoire
La station Grand Park est mise en service le 30 juillet 2016, lors de l'ouverture à l'exploitation des 27 stations de la totalité de la ligne, dite ligne 2 du métro d'Incheon, de métro léger sur pneu sans conducteur, longue de 29,3 km,,.